# Závlačka

Použití závlačky:
A – před použitím
B – zajištěná závlačka
C – pružná závlačka, jako sponka na vlasy
D – řez závlačkou

Závlačka je jednoduchá strojní součástka, kterou se zajišťují čepy a korunkové matice proti samovolnému uvolnění a vypadnutí. Závlačky se nepoužívají k přenosu pohybu nebo síly.
Závlačky se dělí na ohýbací a pružinové.

## Ohýbací závlačky
U ohýbacích závlaček se po provléknutí otvorem ohne přečnívající konec, čímž je závlačka zajištěna proti vypadnutí.
- kulatá závlačka – je vyrobena z drátu o půlkruhovém průřezu. Drát je přehnut mimo prostředek tak, aby se v místě ohybu vytvořilo očko, které brání samovolnému vypadnutí z jedné strany a zároveň měly přiléhající ramena nestejnou délku, což usnadňuje jejich ohnutí. Ve zbytku délky ploché části přiléhají k sobě a tvoří tak kulatý profil, který má právě odpovídat průměru souosých otvorů. Po zasunutí závlačky do zajišťovacího otvoru se její konce ohnou do stran (případ B na obrázku). Závlačka pak drží v otvoru a lze ji v případě demontáže snadno vytáhnout po narovnání ramen.
Tyto závlačky jsou normalizovány. Původní ČSN 02 1781 z roku 1979 byla v roce 1999 nahrazena ČSN EN ISO 1234. Stará norma určovala jako materiál pouze měkkou ocel, ale nová norma připouští použití i jiných neželezných kovů v měkkém stavu.
- plochá závlačka – je vyrobena z napůl přehnutého plechového pásku. V místě přehybu je výstřih plechu širší, aby vytvořil hlavu, která neprojde otvorem. Jde o obdobně používanou součástku, jako půlkulatá závlačka, jenže tenčí a tedy lehčí. I proto se na ně používá kvalitnější ocel než na půlkulaté.

## Pružinové závlačky
Pružinové závlačky se na konci neohýbají: Drží na svém místě samy. Samovolně nevypadnou, protože svou pružností (předpětím) svírají půlku zajišťovaného průřezu. (Případ C na obrázku.) Průřez jejich drátu už může být kruhový, ovšem to záleží spíše na pracnosti/nákladech výroby závlačky-spony, než na samotném použití. Jde o obdobu sponky do vlasů, s obdobným použitím: je vyrobena z kvalitní pružinové oceli. Používají se zejména jako rozebíratelný spoj: třeba i několikrát za den, a to už podle konstrukčního návrhu a příslušného návodu k použití daného stroje/zařízení.